# Helgafellssveit
Die ehemalige Gemeinde Helgafellssveit lag im Westen Islands in der Region Vesturland an der Nordseite der Halbinsel Snæfellsnes. 2022 wurde sie mit der Stadtgemeinde Stykkishólmur zusammengeschlossen.
Am 1. Januar 2019 hatte die Gemeinde 62 Einwohner. Der Kirchort ist Helgafell.
Im Westen des Gemeindegebiets, auf dem Weg von Grundarfjörður nach Stykkishólmur, durchquert man ein ausgedehntes Lavafeld, das Berserkjahraun. Stellenweise ist es so warm, dass der Schnee im Winter dort nicht liegenbleibt. Das Lavafeld hat seinen Namen von einer Saga, nach der zwei Berserker (Sklaven) hier erschlagen wurden, von denen sich einer in die Tochter seines Herrn verliebt hatte.
Der Weg nach Stykkishólmur führt an dem 73 m hohen Berg Helgafell vorbei. Die Sage erzählt, dass derjenige drei Wünsche frei hat, der diesen Berg zum ersten Mal (schweigend) besteigt.

## Einwohnerentwicklung
Der Bevölkerungsrückgang von 1981 bis 2004 betrug 45 %.  Seit 2005 ist wieder ein Bevölkerungszuwachs zu beobachten.
| Datum         | Einwohner |
| ------------- | --------- |
| 1. Dez. 1981: | 85        |
| 1. Dez. 1997: | 66        |
| 1. Dez. 2003: | 52        |
| 1. Dez. 2004: | 47        |
| 1. Dez. 2005: | 55        |
| 1. Dez. 2006: | 58        |

## Bildergalerie

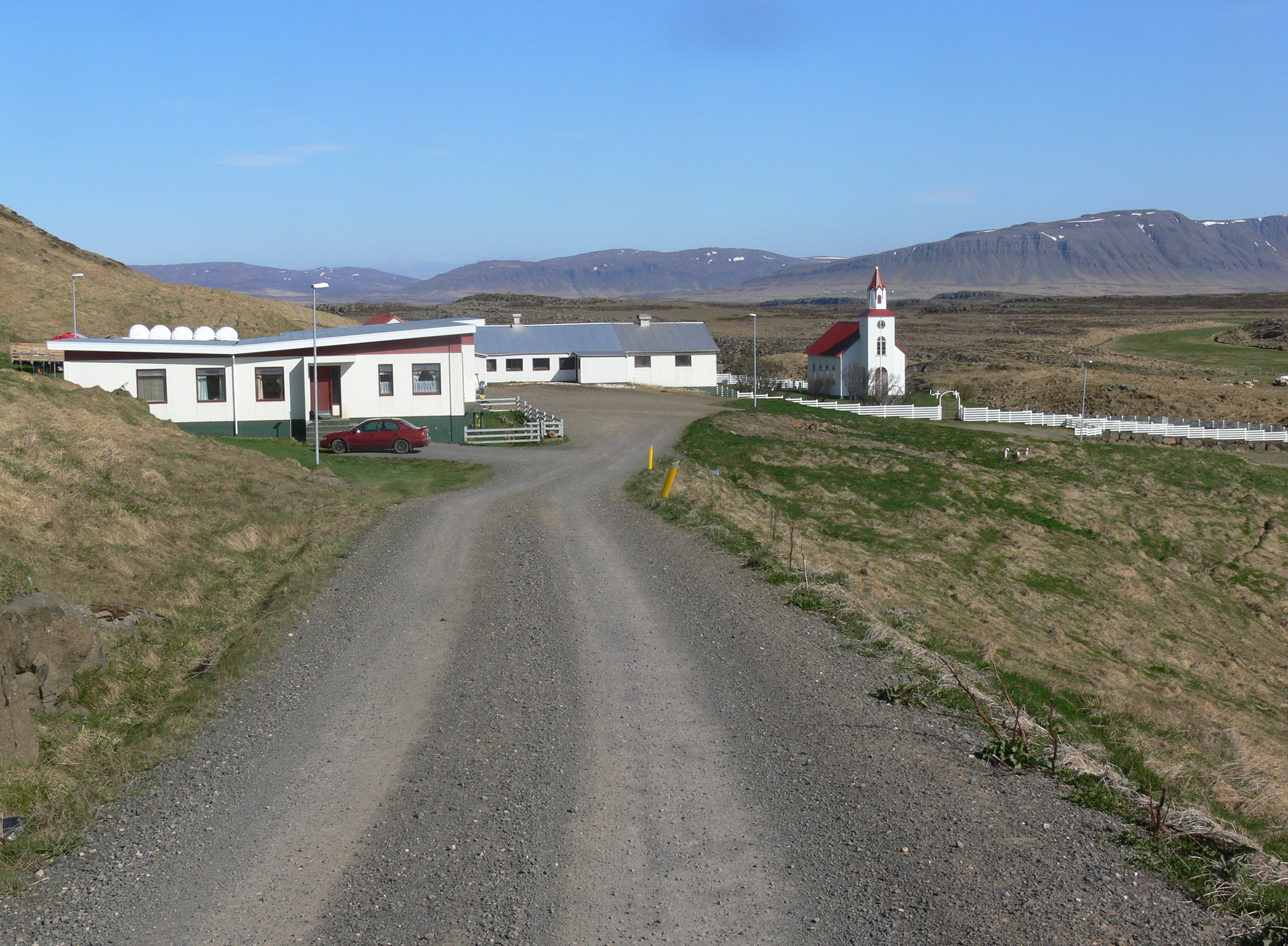
Helgafell (Hof)
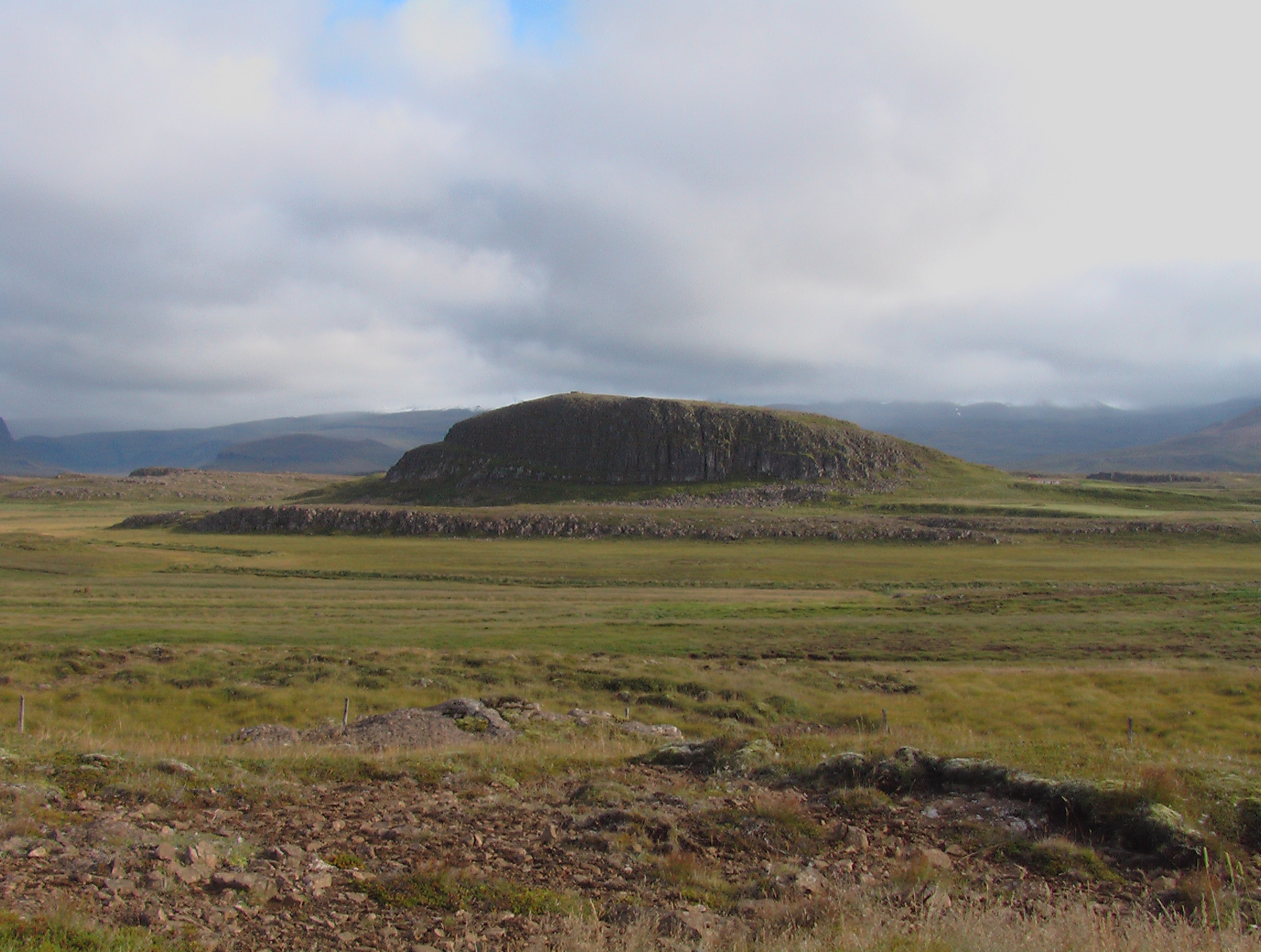
Helgafell í Helgafellssveit (Berg)
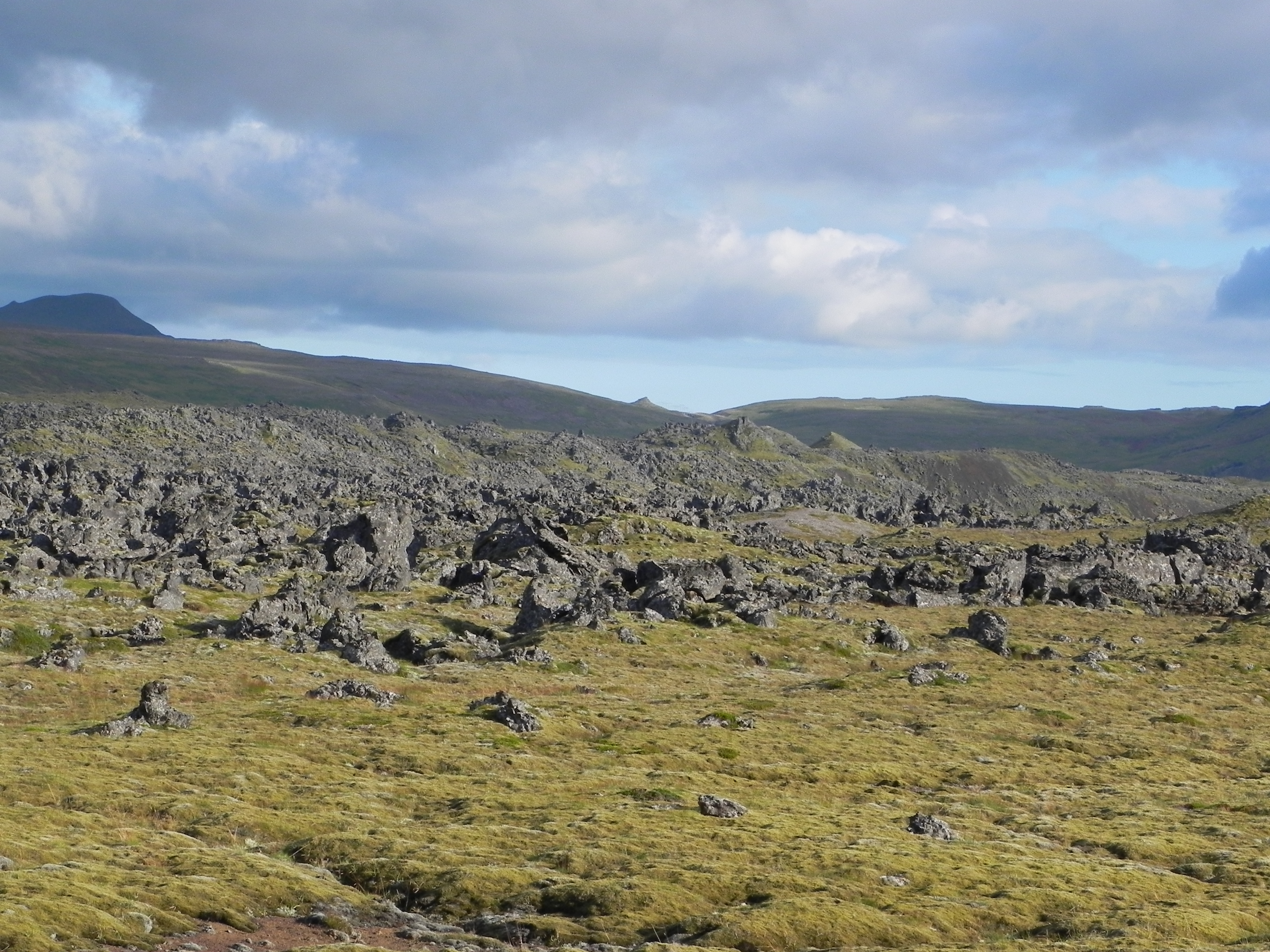
Ljósufjöll
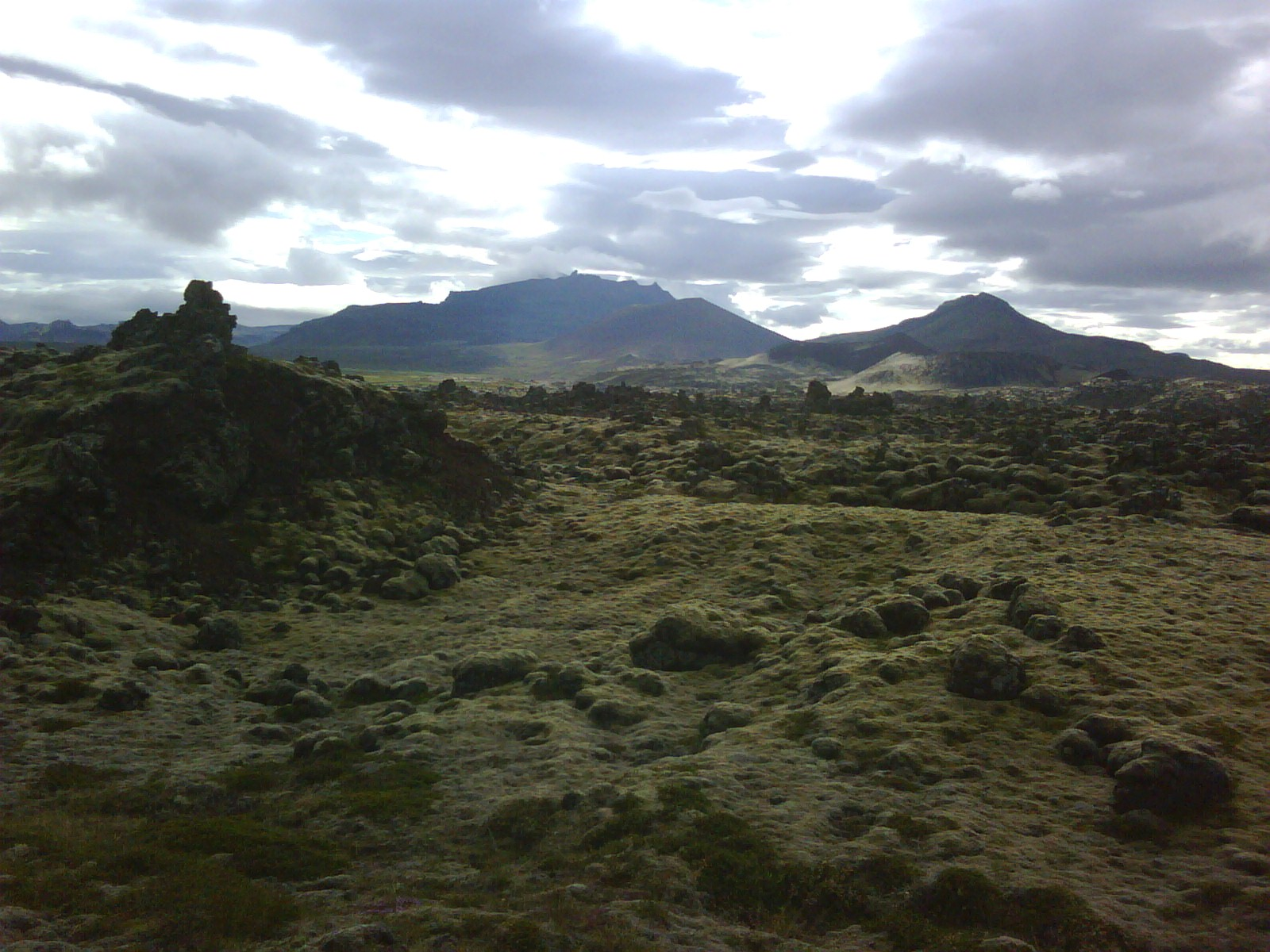
Lavafeld Berserkjahraun